# Kostenți, Montana
Kostenți (în bulgară Костенци) este un sat în comuna Berkovița, regiunea Montana,  Bulgaria. 

## Demografie
Componența etnică a satului Kostenți
     Bulgari (100%)
     Nicio identificare (0%)
     Altele (0%)
La recensământul din 2011, populația satului Kostenți era de 83 locuitori. Din punct de vedere etnic, toți locuitorii erau bulgari.